# 奧西 (伊爾沙瓦區)
48°21′40″N 23°7′10″E / 48.36111°N 23.11944°E
奧西（烏克蘭語：Осій）是烏克蘭西部的村莊，隸屬外喀爾巴阡州的胡斯特區。該村處於西尼亞夫卡河畔，始建於1600年，面積40.88平方公里，海拔高度282米，2012年人口3,500。